# Yunaika Crawford
Pour les articles homonymes, voir Crawford.
Yunaika Crawford, née le 2 novembre 1982 à Marianao (La Havane), est une athlète cubaine, pratiquant le lancer du marteau.

## Palmarès

### Jeux olympiques
- Jeux olympiques d'été de 2004 à Athènes ( Grèce)
  -  Médaille de bronze au lancer du marteau
- Jeux olympiques d'été de 2008 à Pékin ( Chine)
  - éliminée en qualifications au lancer du marteau

### Championnats du monde d'athlétisme
- Championnats du monde d'athlétisme de 2005 à Helsinki ( Finlande)
  - éliminée en qualifications au lancer du marteau

### Jeux panaméricains
- Jeux panaméricains de 2003 à Saint-Domingue ( République dominicaine)
  -  Médaille d'argent au lancer du marteau